# Raymond Marcillac
Pour les articles homonymes, voir Marcillac.
Raymond Marcillac, né le 11 avril 1917 à Levallois-Perret et mort le 13 avril 2007 à Paris, est un journaliste et présentateur de journal télévisé français.

## Biographie
Ses parents, originaires de l'Aveyron, sont commerçants à Paris, il est élevé pendant ses premières années par ses grands-parents qui vivent dans le Rouergue. Il fait ses études secondaires à Sainte-Croix de Neuilly. Il pratique l'athlétisme au Stade français, discipline qui lui offre la possibilité de porter à cinq reprises les couleurs de la sélection française. Licencié au Stade français, il a été recordman de France scolaire du 300 mètres, champion de Paris scolaire du 400 mètres, champion de France scolaire du 400 mètres, troisième du championnat de Paris seniors de la distance (et déjà deux fois international en 1937), vice-champion de France 1938 puis champion de France du 400 m en 1939 (meilleurs temps sur 400 mètres 49 s 5/10).
Il entre à l'École de l'air d'Avord dont il sort 6ème sur 130 avec le grade de sous-lieutenant. Il participe à la guerre en 1939-1940, puis pendant l'occupation, il met, à partir de 1942, les possibilités de déplacement de son métier au service de la résistance française et constitue avec Michel Droit, Jean-François Brisson et trois autres personnes une équipe qui à la Libération prend possession des studios de la rue de l'Université. Maurice Schumann l'intègre ensuite dans son équipe à la Radiodiffusion française où il fait d'abord le bulletin de la radio, puis est correspondant de guerre sur le front de Colmar et Strasbourg. C'est lui qui suit l'arrivée du général de Gaulle à l'hôtel de ville de Paris le 25 août 1944. Il crée à la R.T.F. l'émission Sport et Jeunesse diffusée à la radio le dimanche. En 1949, il est nommé directeur adjoint des reportages.
Il travaille épisodiquement pour la télévision à partir de 1951, et présente le JT de 20 heures en 1956, année où il quitte définitivement la radio.
Le 12 septembre 1958, il est nommé directeur des émissions sportives et crée Sports-Jeunesse, puis Télé Dimanche en janvier 1959, ancêtre des grandes émissions dominicales en France, alliant sport et chanson. Il y reçoit des personnalités comme Jacques Anquetil et Raymond Kopa. L'émission comporte le télécrochet Le Jeu de la chance qui donnera leur chance à Mireille Mathieu, Georgette Lemaire ou Thierry Le Luron, six fois victorieux en interprétant des airs d'opérettes, et où il fit sa première imitation politique (de Jacques Chaban-Delmas). La même année, il commence à présenter le journal télévisé, pour une durée de 4 ans.
Il joue son propre rôle de reporter de télévision dans le film Rue des prairies (1959).
En 1960, il reçoit le prix Henri Desgrange de l'Académie des sports.
En 1961 il lance, avec Jacques Goddet, fondateur du quotidien L'Équipe, l'émission Les Coulisses de l'exploit. Ce magazine, composé de reportages, restera à l'antenne durant une décennie. Il est directeur de l'information de la première chaîne de l'O.R.T.F. d'avril 1963 à 1965. C'est durant cette période (en 1964) qu'il renvoie de Télé Dimanche la speakerine Noële Noblecourt, officiellement pour manque de professionnalisme. Celle-ci l'a accusé en 1995 de l'avoir fait en réalité parce qu'elle refusait de céder à ses avances,.
En 1962, il est responsable du Journal télévisé. Rompant avec un JT qui ressemblait aux actualités cinématographiques, il crée des services spécialisés et le nombre de journalistes passe de 25 à 60.
En 1964, il est chargé de préparer la couverture médiatique des Jeux olympiques d'hiver de 1968 à Grenoble et doit diriger un millier de techniciens pendant la diffusion de ces jeux.
En politique, il s'engage publiquement du côté de la droite gaulliste (RPF, puis UNR) et est candidat à plusieurs élections sous cette étiquette.
Après les événements de mai 1968, il retrouve un poste élevé à la télévision. Considéré comme indéboulonnable, c'est alors à la stupéfaction générale qu'il est licencié de la télévision en 1972, sous le motif de publicité clandestine. Accusation dont il se défendra toujours, affirmant que cela «… participait d'un règlement de comptes, car il n'y a jamais rien eu dans les dossiers ». Il s'en explique dans le livre intitulé À vous, Cognacq-Jay ! les dessous de la radio et de la télévision. Il sera également l'auteur d'autres ouvrages, dont Chronique de la télévision.
Passionné de la chanson et du jazz, il devient en 1981 directeur des programmes de Radio Montmartre à ses débuts, lors de l'éclosion des radios libres.
Il a deux filles : Laurence et Béatrice, qui joue dans la mini-série Les Galapiats (1969).
Raymond Marcillac a été franc-maçon.

## Présentateur de télévision
- 1959-1963 : Journal télévisé
- 1959-1972 : Télé Dimanche
- 1968 : Le jeu du bac

## Livre
- Raymond Marcillac, A vous, Cognacq-Jay ! : les dessous de la radio et de la télévision, Paris, J. Grancher, 1994, 225 p. (ISBN 978-2-7339-0442-8)